# Sit vulpí arbori
El sit vulpí arbori o sit guineuer arbori (Spizelloides arborea) és una espècie d'ocell passeriforme de la família dels passerèl·lids i única espècie del gènere Spizelloides.

## Descripció
Fa uns 14cm de longitud, pesa entre 13 i 28g i d'envergadura fa uns 24cm.
Els adults tenen el casquet de color rovell i les parts inferiors grises amb una petita taca fosca al pit. El dors també és de color rovell amb ratlles més clares, ales marrons amb franges blanques i una cua esvelta. La cara és grisa amb una llista ocular de color rovell que li travessa l'ull. Els costats estan esquitxats de marró clar. En aparença són semblants al sit cellablanc.

## Distribució i hàbitat
Es distribueix per zones àrides d'Amèrica del Nord (Estats Units i Canadà). És una espècie parcialment migratòria.
A l'estiu, es reprodueixen a prop de la línia arbòria del nord, on els matolls de vern, salze, bedoll i avet donen pas a la tundra oberta. Tot i que alguns individus nien a la tundra oberta, la majoria dels territoris inclouen almenys uns quants arbres petits des dels quals els mascles poden cantar, juntament amb una font d'aigua. Durant les migracions de primavera i tardor, de dia busquen camps de males herbes, aiguamolls, bardisses i boscos oberts per buscar menjar. Hi hivernen en hàbitats similars a la seva distribució sud, afegint jardins i patis amb menjadores a les zones poblades.

## Dieta i comportament
S'alimenten a terra o en matolls baixos, sovint en grup quan no nien. Mengen principalment llavors i insectes, però també algunes baies. Fan ús de les menjadores per a ocells en companyia del junco fosc.

### Migració
Totes les zones d'hivernada estan ben al sud de les zones de reproducció. Migra relativament tard a la tardor i a principis de primavera. Aparentment migra principalment de nit. De mitjana, les femelles hivernen una mica més al sud que els mascles.

## Nidificació
Les parelles es formen poc després que els ocells arribin a les zones de reproducció. El mascle defensa activament el territori, expulsant altres membres de la mateixa espècie. El lloc del niu és a terra o prop del terra, sota els arbustos. De vegades, a la tundra oberta; poques vegades a més d'un metre en els salzes o avets. El niu és una copa oberta de branques, herbes, molsa, folrada d'herba fina i amb plomes (generalment plomes de perdriu). La femella construeix el niu en uns 7 dies.

### Posta
La posta és d'entre 4 i 6 ous, generalment 5, de color blanc pàl·lid o verdós, amb taques marrones sovint concentrades a l'extrem més ample. La femella és l'encarregada d'incubar-los durant 11-13 dies; el mascle visita sovint el niu, però no cova.
Els dos pares alimenten els pollets. Els joves deixen el niu als 8-10 dies, quan les plomes de vol encara no han crescut del tot. Els pares poden atreure'ls lluny del niu oferint-los menjar. Els joves són capaços de volar uns 14-15 dies després de l'eclosió; els pares continuen alimentant-los unes 2 setmanes més. Fan una niuada per temporada, però pot intentar una segona si la primera falla.

## Taxonomia
S'havia classificat sota el gènere Spizella, però l'evidència multilocus molecular suggeria la separació en el seu propi gènere.
Es reconeixen dues subespècies:
- S. a. ochracea (Brewster, 1882), des d'Alaska i oest i nord-oest de Canadà fins al nord-oest d'USA.
- S. a. arborea (Wilson, 1810), des de l'est i centre-nord de Canadà fins al centre-est d'USA.

Algunes autoritats taxonòmiques l'inclouen en el gènere Passerella (Passerella arborea)